# Кинематика твёрдого тела
Кинема́тика твёрдого тела (от др.-греч. κίνημα — движение) — раздел кинематики, изучающий движение абсолютно твёрдого тела (системы материальных точек с неизменными расстояниями), не вдаваясь в вызывающие его причины. В силу относительности движения, обязательно указание системы отсчёта, относительно которой описывается движение.

## Описание движения
Особенность твёрдого тела позволяет ввести связанную с ним ортонормированную систему координат {\displaystyle ({\vec {e}}_{\xi },{\vec {e}}_{\eta },{\vec {e}}_{\zeta })} с центром в точке {\displaystyle S} (произвольной точке, связанной с этим телом). Тогда в абсолютной ортонормированной системе {\displaystyle Oxyz,\,({\vec {e}}_{x},{\vec {e}}_{y},{\vec {e}}_{z})}, координату произвольной точки твёрдого тела можно выразить:
{\displaystyle {\vec {r}}(t)={\vec {r}}_{S}(t)+\xi {\vec {e}}_{\xi }(t)+\eta {\vec {e}}_{\eta }(t)+\zeta {\vec {e}}_{\zeta }(t)}, причём т.к. тело абсолютно твёрдое: {\displaystyle {\dot {\xi }}={\dot {\eta }}={\dot {\zeta }}=0}, но {\displaystyle {\dot {\vec {e}}}_{i}\neq 0\,(i=\xi ,\eta ,\zeta )}.
Пусть {\displaystyle {\begin{pmatrix}{\vec {e}}_{\xi }\\{\vec {e}}_{\eta }\\{\vec {e}}_{\zeta }\end{pmatrix}}={\hat {A}}{\begin{pmatrix}{\vec {e}}_{x}\\{\vec {e}}_{y}\\{\vec {e}}_{z}\end{pmatrix}}}. В частности, преобразование можно задать с помощью углов Эйлера.
Так как базисы ортонормированы, {\displaystyle {\hat {A}}} ортогональна, вследствие чего {\displaystyle {\hat {A}}{\hat {A}}^{T}=E}.
Скорость произвольной точки тела тогда:
{\displaystyle {\vec {v}}(t)={\vec {v}}_{S}(t)+(\xi ,\eta ,\zeta ){\begin{pmatrix}{\dot {\vec {e}}}_{\xi }\\{\dot {\vec {e}}}_{\eta }\\{\dot {\vec {e}}}_{\zeta }\end{pmatrix}}={\vec {v}}_{S}(t)+(\xi ,\eta ,\zeta ){\dot {\hat {A}}}{\begin{pmatrix}{\vec {e}}_{x}\\{\vec {e}}_{y}\\{\vec {e}}_{z}\end{pmatrix}}={\vec {v}}_{S}(t)+(\xi ,\eta ,\zeta ){\dot {\hat {A}}}{\hat {A}}^{T}{\begin{pmatrix}{\vec {e}}_{\xi }\\{\vec {e}}_{\eta }\\{\vec {e}}_{\zeta }\end{pmatrix}}}
Дифференцирование {\displaystyle {\hat {A}}{\hat {A}}^{T}=E} приводит {\displaystyle {\dot {\hat {A}}}{\hat {A}}^{T}=-{\hat {A}}{\dot {\hat {A}}}^{T}}, что означает антисимметричность {\displaystyle {\dot {\hat {A}}}{\hat {A}}^{T}={\hat {\Omega }}}, которую можно записать
{\displaystyle {\hat {\Omega }}={\begin{pmatrix}0&\omega _{\zeta }&-\omega _{\eta }\\-\omega _{\zeta }&0&\omega _{\xi }\\\omega _{\eta }&-\omega _{\xi }&0\end{pmatrix}}}
Обозначения мотивированы введением {\displaystyle {\vec {\omega }}=\omega _{\xi }{\vec {e}}_{\xi }+\omega _{\eta }{\vec {e}}_{\eta }+\omega _{\zeta }{\vec {e}}_{\zeta }} (вектора угловой скорости). Тогда:
{\displaystyle {\begin{cases}{\dot {\vec {e}}}_{\xi }=\omega _{\zeta }{\vec {e}}_{\eta }-\omega _{\eta }{\vec {e}}_{\zeta }=[{\vec {\omega }}\times {\vec {e}}_{\xi }],\\{\dot {\vec {e}}}_{\eta }=-\omega _{\zeta }{\vec {e}}_{\xi }+\omega _{\xi }{\vec {e}}_{\zeta }=[{\vec {\omega }}\times {\vec {e}}_{\eta }],\\{\dot {\vec {e}}}_{\zeta }=\omega _{\eta }{\vec {e}}_{\xi }-\omega _{\xi }{\vec {e}}_{\eta }=[{\vec {\omega }}\times {\vec {e}}_{\zeta }];\end{cases}}}
Полученные выражения иначе называют формулами Пуассона.

### Формула Эйлера
Формула Эйлера фиксирует связь между скоростями различных точек {\displaystyle A,B} твёрдого тела:
{\displaystyle {\vec {v}}_{B}={\vec {v}}_{A}+[{\vec {\omega }}\times {\overrightarrow {AB}}]}
{\displaystyle {\begin{cases}{\vec {v}}_{A}={\vec {v}}_{S}+(\xi _{A},\eta _{A},\zeta _{A})\Omega {\begin{pmatrix}{\vec {e}}_{\xi }\\{\vec {e}}_{\eta }\\{\vec {e}}_{\zeta }\end{pmatrix}},\\{\vec {v}}_{B}={\vec {v}}_{S}+(\xi _{B},\eta _{B},\zeta _{B})\Omega {\begin{pmatrix}{\vec {e}}_{\xi }\\{\vec {e}}_{\eta }\\{\vec {e}}_{\zeta }\end{pmatrix}};\\\end{cases}}\;\Rightarrow \;{\vec {v}}_{B}-{\vec {v}}_{A}=(\xi _{B}-\xi _{A},\eta _{B}-\eta _{A},\zeta _{B}-\zeta _{A})\Omega {\begin{pmatrix}{\vec {e}}_{\xi }\\{\vec {e}}_{\eta }\\{\vec {e}}_{\zeta }\end{pmatrix}}\;\Leftrightarrow \;{\vec {v}}_{B}={\vec {v}}_{A}+[{\vec {\omega }}\times {\overrightarrow {AB}}]}
- Если {\displaystyle {\vec {v}}_{A}={\vec {v}}_{B}}, то {\displaystyle {\vec {\omega }}\parallel {\overrightarrow {AB}}}.
- {\displaystyle {\vec {\omega }}} инвариантен по отношению к выбору подвижной системы координат.
- Вектор угловой скорости связан с полем скоростей точек тела {\displaystyle {\vec {\omega }}={\frac {1}{2}}\nabla \times {\vec {v}}}.

### Формула Ривальса
Формула Ривальса связывает ускорения различных точек {\displaystyle A,B} твёрдого тела.
Для {\displaystyle {\vec {\varepsilon }}={\dot {\vec {\omega }}}} (вектора углового ускорения), с учётом того, что {\displaystyle {\dot {\overrightarrow {AB}}}=[{\vec {\omega }}\times {\overrightarrow {AB}}]}, дифференцирование формулы Эйлера приводит к:
{\displaystyle {\vec {a}}_{B}={\vec {a}}_{A}+[{\vec {\varepsilon }}\times {\overrightarrow {AB}}]+{\big [}{\vec {\omega }}\times [{\vec {\omega }}\times {\overrightarrow {AB}}]{\big ]}}
Последний член в формуле Ривальса определяет осестремительное ускорение.

## Сложное движение
Для случаев затруднительного описания движения твёрдого тела относительно неподвижной СО, вводятся формулы сложного движения (т.е. описывающие движение относительно подвижной СО).
Для абсолютной системы отсчёта {\displaystyle Oxyz,({\vec {e}}_{x},{\vec {e}}_{y},{\vec {e}}_{z})} и подвижной {\displaystyle P\xi \eta \zeta \,({\vec {e}}_{\xi },{\vec {e}}_{\eta },{\vec {e}}_{\zeta })}.
{\displaystyle {\vec {r}}_{S/O}={\vec {r}}_{S/P}+{\vec {r}}_{P/O}}
Радиус-вектор к точке {\displaystyle S} в абсолютной СО равен сумме относительного радиус-вектора и переносного

### Формула сложения скоростей
Дифференцирование по времени формулы для радиус-вектора приводит к формуле сложения скоростей
{\displaystyle {\vec {v}}_{S/O}={\vec {v}}_{P/O}+{\vec {v}}_{S/P}+[{\vec {\omega }}\times {\overrightarrow {PS}}]}, где {\displaystyle {\vec {\omega }}} — угловая скорость вращения подвижной СО.
- {\displaystyle {\vec {v}}_{S/O}} — абсолютная скорость точки {\displaystyle S},
- {\displaystyle {\vec {v}}_{S/P}={\dot {\xi }}{\vec {e}}_{\xi }+{\dot {\eta }}{\vec {e}}_{\eta }+{\dot {\zeta }}{\vec {e}}_{\zeta }} — относительная скорость,
- Слагаемое же {\displaystyle {\vec {v}}_{P/O}+[{\vec {\omega }}\times {\overrightarrow {PS}}]} называют переносной скоростью, которая связана с изменением положения подвижной СО.

### Формула сложения ускорений
Повторное дифференцирование даёт
{\displaystyle {\vec {a}}_{S/O}={\vec {a}}_{P/O}+{\vec {a}}_{S/P}+[{\vec {\varepsilon }}\times {\overrightarrow {PS}}]+{\big [}{\vec {\omega }}\times [{\vec {\omega }}\times {\overrightarrow {PS}}]{\big ]}+2[{\vec {\omega }}\times {\vec {v}}_{S/P}]}, где {\displaystyle {\vec {\varepsilon }}} — угловое ускорение подвижной СО.
- {\displaystyle {\vec {a}}_{S/O}} — абсолютное ускорение,
- {\displaystyle {\vec {a}}_{P/O}={\ddot {\xi }}{\vec {e}}_{\xi }+{\ddot {\eta }}{\vec {e}}_{\eta }+{\ddot {\zeta }}{\vec {e}}_{\zeta }} — относительное ускорение,
- {\displaystyle {\vec {a}}_{S/P}+[{\vec {\varepsilon }}\times {\overrightarrow {PS}}]+{\big [}{\vec {\omega }}\times [{\vec {\omega }}\times {\overrightarrow {PS}}]{\big ]}}  — переносное ускорение,
- {\displaystyle 2[{\vec {\omega }}\times {\vec {v}}_{S/P}]} — кориолисово ускорение.

### Сложение угловых скоростей
Запись формулы Эйлера в подвижной СО, вращающейся с угловой скоростью {\displaystyle {\vec {\omega }}_{P/O}} (само тело здесь вращается с {\displaystyle {\vec {\omega }}_{S/P}}) приводит к:
{\displaystyle {\vec {v}}_{B/O}={\vec {v}}_{A/O}+[{\vec {\omega }}_{S/P}\times {\overrightarrow {AB}}]+[{\vec {\omega }}_{P/O}\times {\overrightarrow {AB}}]}, что верно для произвольного выбора точек {\displaystyle A,B}, откуда
{\displaystyle {\vec {\omega }}_{S/O}={\vec {\omega }}_{P/O}+{\vec {\omega }}_{S/P}}
Иначе, абсолютная угловая скорость равна сумме относительной и переносной.

## Качественный анализ возможных движений
- Мгновенно-винтовое движение, характеризуемое тем, что найдётся {\displaystyle l\parallel {\vec {\omega }}} (мгновенно-винтовая ось), такая что для всякой точки {\displaystyle S\in l:{\vec {v}}_{S}\parallel l}. В каждый момент времени всякое движение можно представить мгновенно-винтовым.
- Мгновенно-поступательное движение характеризуется тем, что {\displaystyle {\vec {\omega }}=0}, в таком случае скорости всех точек тела одинаковы (в данное мгновение).
- Мгновенно-вращательное движение, частный случай мгновенно-винтового, т.е. найдётся {\displaystyle l} такая что все точки на ней неподвижны. Прямая {\displaystyle l} в таком случае — мгновенная ось вращения.
- Плоско-параллельное движение осуществляется, если каждая точка тела движется параллельно неподвижной плоскости (пусть {\displaystyle Oxy}), тогда {\displaystyle {\vec {\omega }}\perp Oxy}. По аналогии с мгновенно-винтовой осью, для плоско-параллельного движения можно выбрать мгновенный центр скоростей — мгновенно-неподвижную точку {\displaystyle C}. Положение {\displaystyle C} меняется как в неподвижной, так и в подвижной (связанной с телом) системах координат. Для геометрического места точек мгновенного центра скоростей в неподвижной СО употребляют термин неподвижная центроида, тогда как в подвижной СО, соответственно, подвижная центроида.
- Вращение вокруг неподвижной точки. По формуле Эйлера, если {\displaystyle O} неподвижна, то неподвижна и {\displaystyle l=O\omega } (мгновенная ось вращения). Геометрическое место осей вращения называют неподвижной и подвижной аксоидами (в зависимости от рассматриваемой СО)

## Кинематические формулы Эйлера
В случае, если переход к подвижной СО выполнен с помощью углов Эйлера, справедливы следующие формулы для компонент угловой скорости:
{\displaystyle \omega _{\xi }={\dot {\varphi }}\sin \theta \sin \psi +{\dot {\theta }}\cos \psi }
{\displaystyle \omega _{\eta }={\dot {\varphi }}\sin \theta \cos \psi -{\dot {\theta }}\sin \psi }
{\displaystyle \omega _{\zeta }={\dot {\psi }}+{\dot {\varphi }}\cos \theta }
{\displaystyle \psi } — угол прецессии, {\displaystyle \theta } — угол нутации, {\displaystyle \varphi }  — угол собственного вращения.